# 파키라속

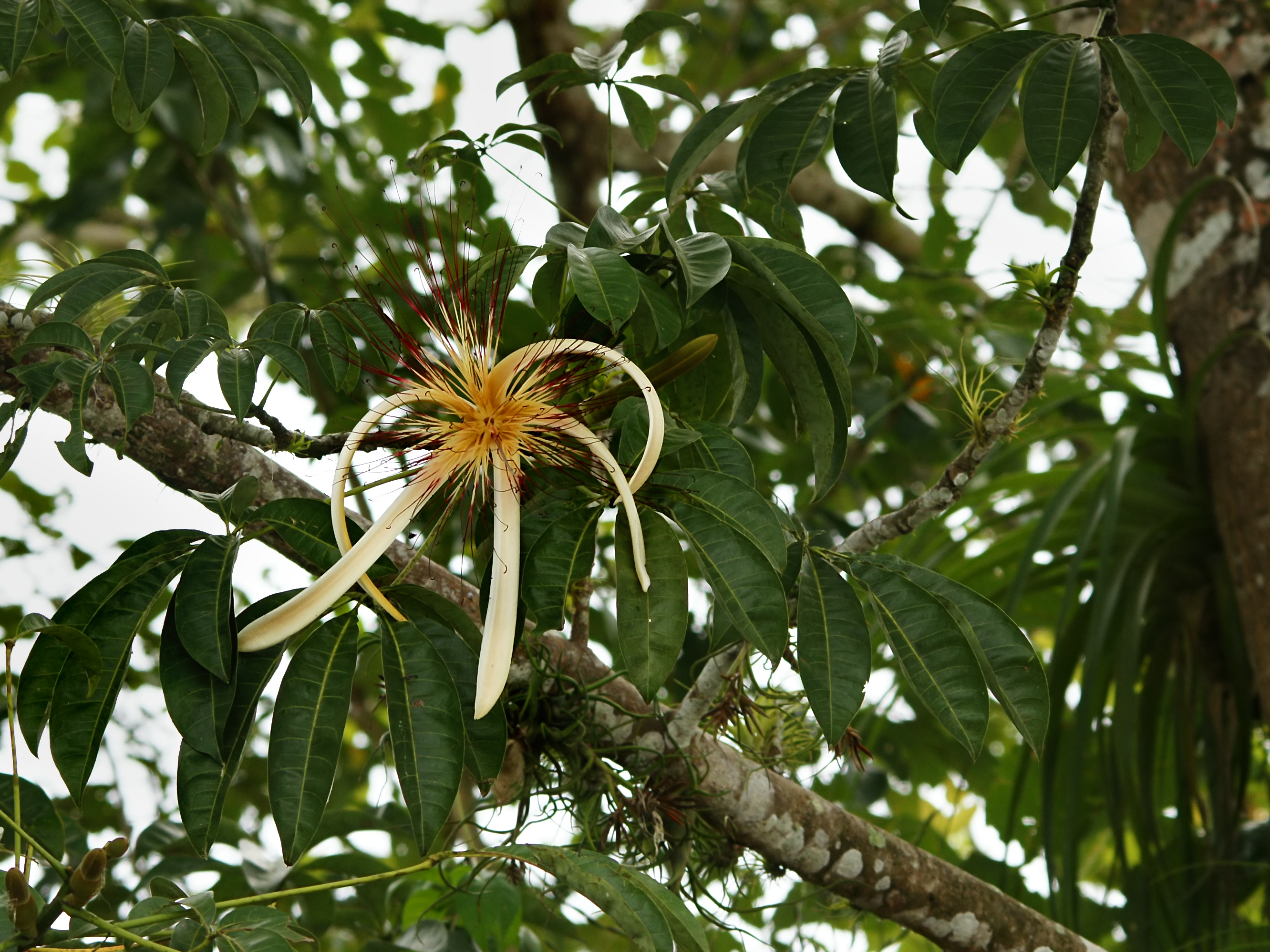

파키라속(Pachira)은 중앙/남아메리카, 아프리카, 인도에 분포해있는 열대나무 속이다. 아욱과 목면아과로 분류된다. 한때 물밤나무과로 분류되었다.
대략 77개 정도의 종이 식별되었다.

## 역사
'파키라'로 처음 이름을 붙인 것은 1775년 Jean Baptiste Christophore Fusée Aublet에 의해서였다.

## 선별된 종
- 파키라(Pachira aquatica)
- Pachira emarginata A. Rich.
- Pachira fendleri Seem.
- Pachira glabra
- Pachira insignis (Sw.) Savigny
- Pachira quinata (Jacq.) W.S.Alverson[6]

### 과거의 종
- Pseudobombax grandiflorum (Cav.) A.Robyns (as P. cyathophora Casar.)[6]